# Pherotesia hamata
Pherotesia hamata là một loài bướm đêm trong họ Geometridae.